# Torquato Taramelli
Torquato Taramelli, italijanski geolog, paleontolog in pedagog, * 15. oktober 1845, Pavia, † 31. marec 1922, Bergamo.
Taramelli je sprva predaval na Politehniški univerzi v Milanu, nato pa v Genovi in v Pavii.
Bil je tudi rektor zadnje univerze med letoma 1888 in 1891.